# 太平洋斑纹海豚
太平洋白側斜紋海豚（学名：Lagenorhynchus obliquidens）也称太平洋斑纹海豚，为海豚科斑纹海豚属的动物。在中国大陆，分布于南海、黄海、东海等海域，主要栖息于极地以及温带海域。该物种的模式产地在旧金山附近。

## 保护
- 中国国家重点保护动物等级：二级